# 龙船草
龙船草（学名：Platostoma cochinchinense）为唇形科仙草属下的一个种。

## 分布
本种分布于中国至爪哇一带，包括华南、海南岛、柬埔寨、寮国、泰国、越南、苏门答腊及爪哇等。